# 홍명기 (1929년)
홍명기(1929년 4월 5일 ~ )는 대한민국의 비전향 장기수이다.

## 생애
충청남도 부여군 남면 출신으로 이웃 서산군에서 농업학교를 다니다가 중퇴한 것이 최종 학력이다. 한국 전쟁 중 인민의용군에 자원했다가 월북하여 조선민주주의인민공화국에 정착하였다. 품팔이꾼으로 천대받던 홍명기는 조선인민군 점령지에서의 평등한 대우에 감동하여 북조선의 정치를 지지한 것으로 알려졌다.
공작원으로 남파되었다가 1962년에 체포되어 국가보안법으로 투옥되었다. 재판정에서 국선 변호인이 의용군에 강제로 징집되어 끌려간 것이라며 변호해 주었으나 본인이 이 사실을 부인하고 무기징역형을 선고받았다.
1999년 2월 25일에 출옥할 때까지 약 37년 동안 수감 생활을 했다. 수감 중 전향을 권유받았지만 조선로동당 당원증 번호를 외우며 전향을 거부하였고 이 기억을 되살려 후에 《로동신문》에 〈나의 당원증 번호〉라는 시를 발표하기도 하였다.
출감 이듬해인 2000년에 6·15 남북 공동선언에 따라 조선민주주의인민공화국으로 송환되었다. 조국통일상을 받았고 새로 결혼하여 평양에 정착하였다. 감옥 생활을 소재로 한 수기와 시를 발표하면서 핵무기 보유 등 김정일의 정책에 대한 지지를 표명했다.

## 참고자료
- 노길남 (2007년 3월 1일). ““남은 생애 더 배우며 나라 위해 살고 싶다” - <특별대담> 북 송환된 홍명기 선생...시인으로 활동...“2.13합의는 북 핵보유 덕””. 참말로. 2008년 8월 28일에 확인함.[깨진 링크(과거 내용 찾기)]